# Dzierżykraj
Dzierżykraj, Dzirżykraj – staropolskie imię męskie, złożone z członów Dzirży- („trzymać”) i -kraj („kraj”). Oznaczało prawdopodobnie „tego, który panuje nad krajem”, „nad okolicą”.
Dzierżykraj imieniny obchodzi 17 lipca.

## Osoby noszące imię Dzierżykraj
- Witold Dzierżykraj-Morawski (1895–1944) – wojskowy, generał brygady
- Dzierżykraj (XIII wiek) – kasztelan Drezdenka.